# D. & K. Schulze
Unter D. & K. Schulze firmierten das gemeinsame Architekturbüro und andere unternehmerische Aktivitäten der Brüder Dietrich Schulze (* 7. Februar 1864 in Bad Sassendorf; † 1938 in Dortmund) und Karl Schulze (* 18. Januar 1876 in Bad Sassendorf; † 14. Mai 1929 in Dortmund) in Dortmund und Umgebung.

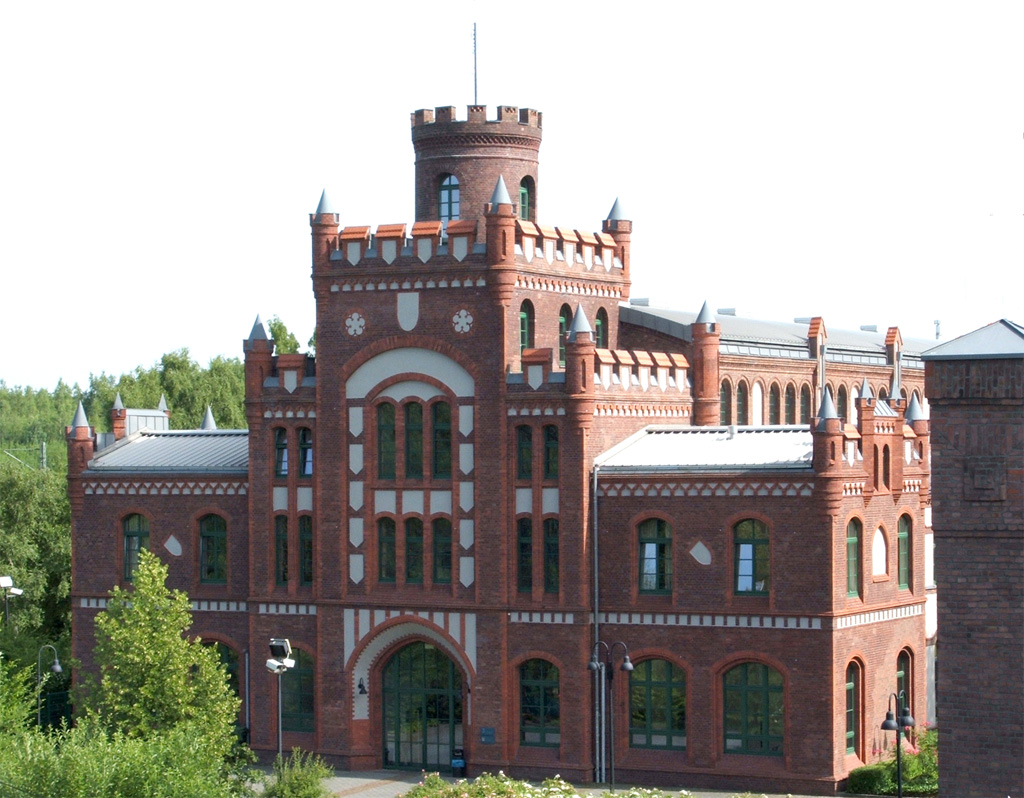
Zeche Adolf von Hansemann in Dortmund-Mengede (1899)

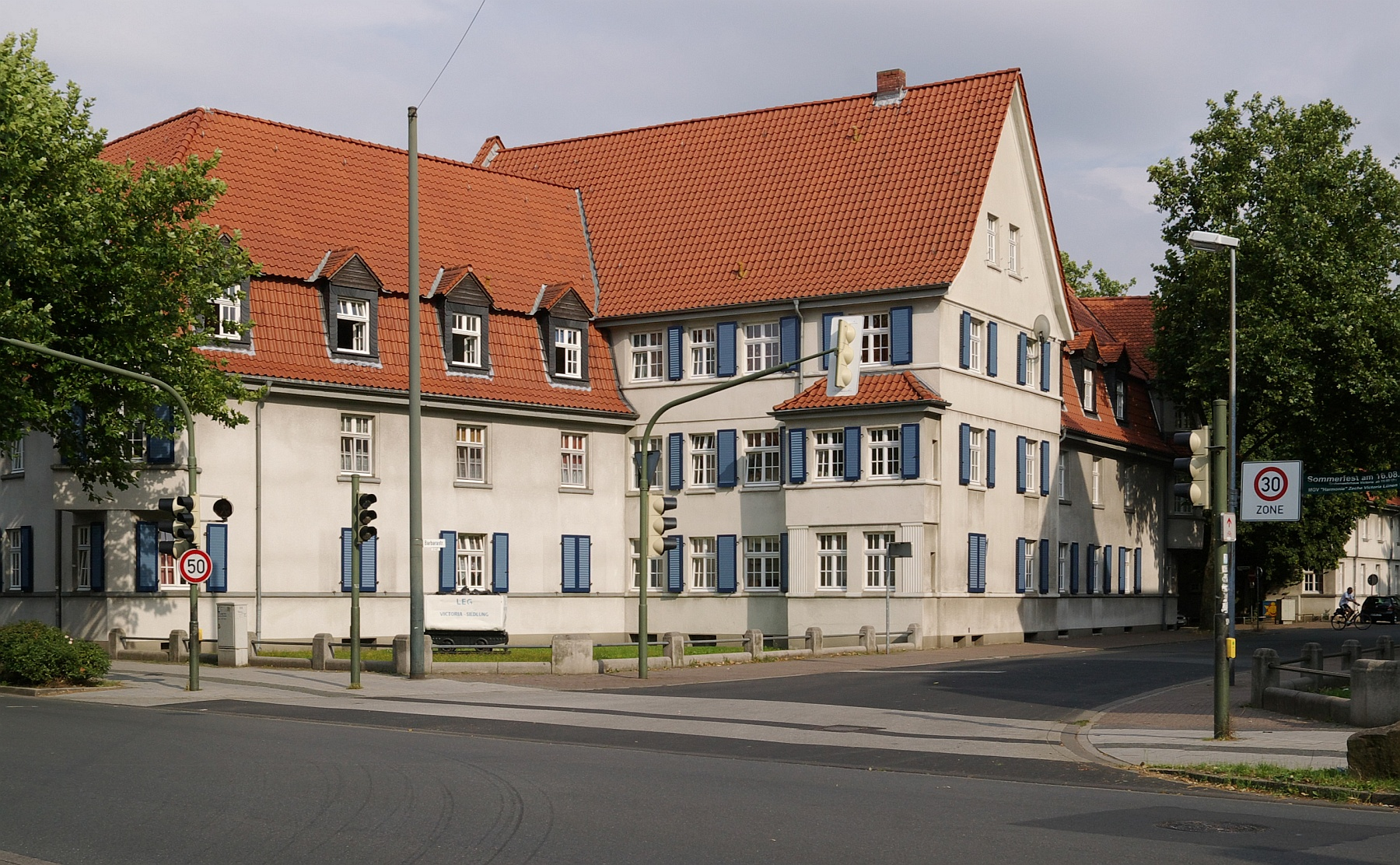
Victoria-Siedlung in Lünen (1909–1912)

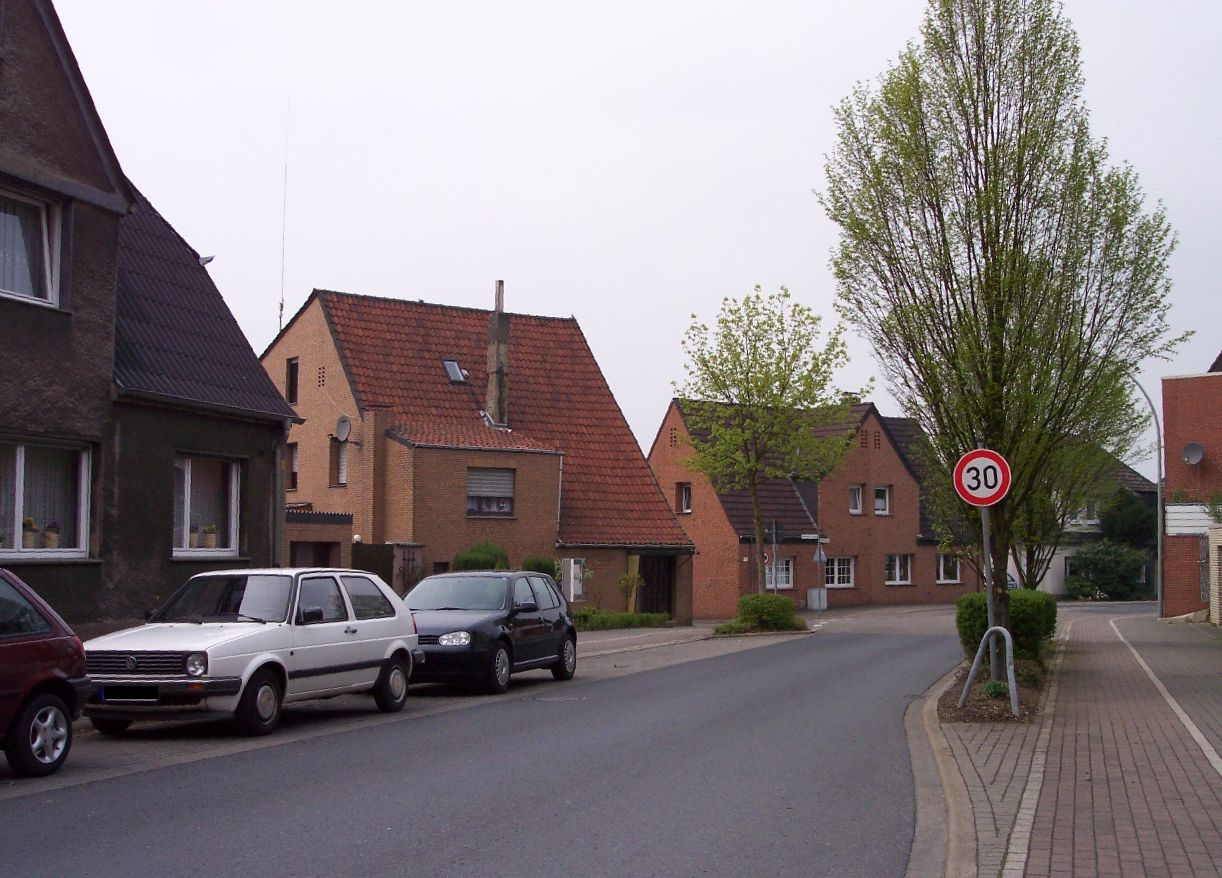
Hermann-Siedlung in Selm (1909–1923)

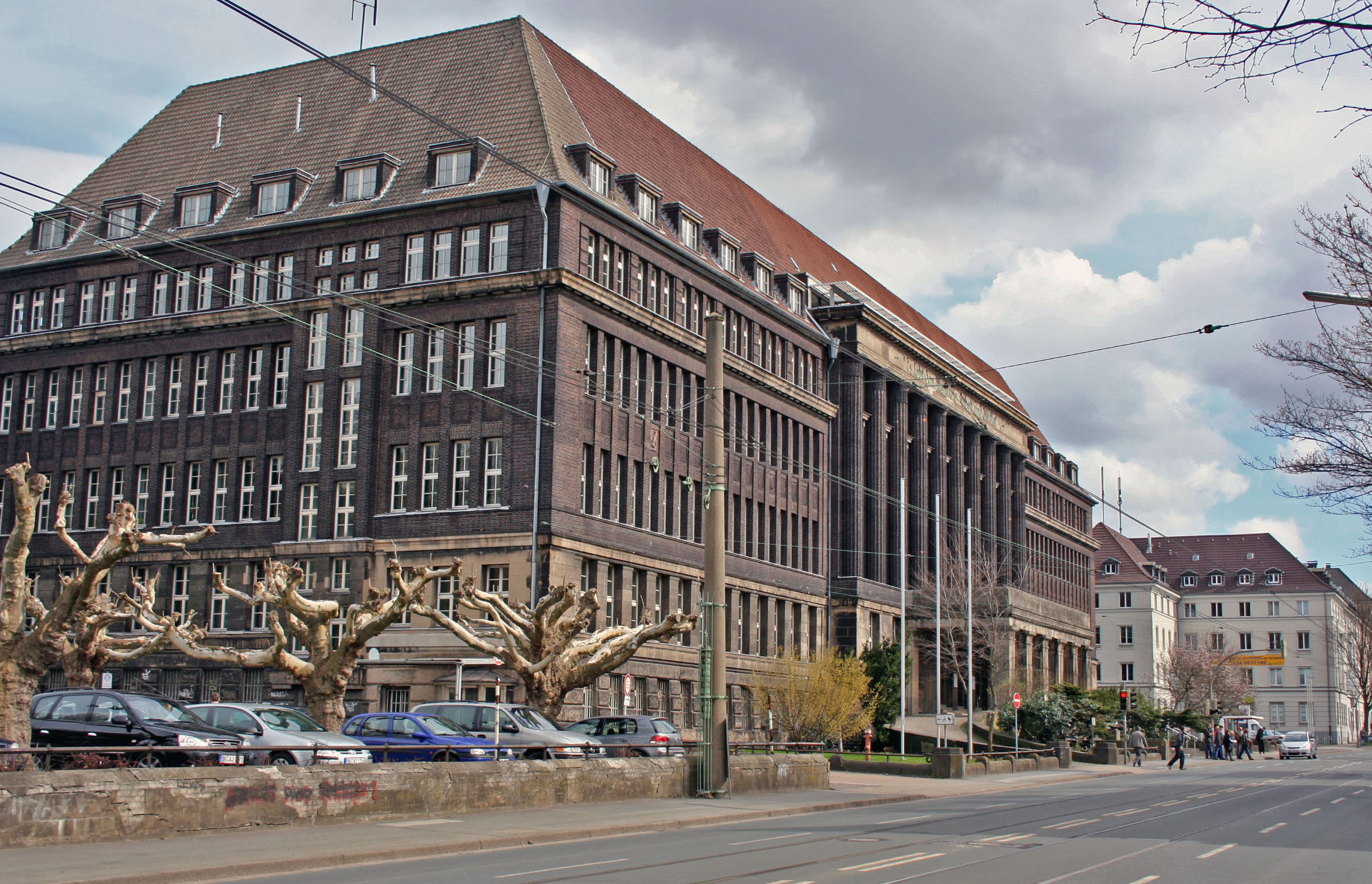
Hauptverwaltung der Dortmunder Union in Dortmund (1916–1921)

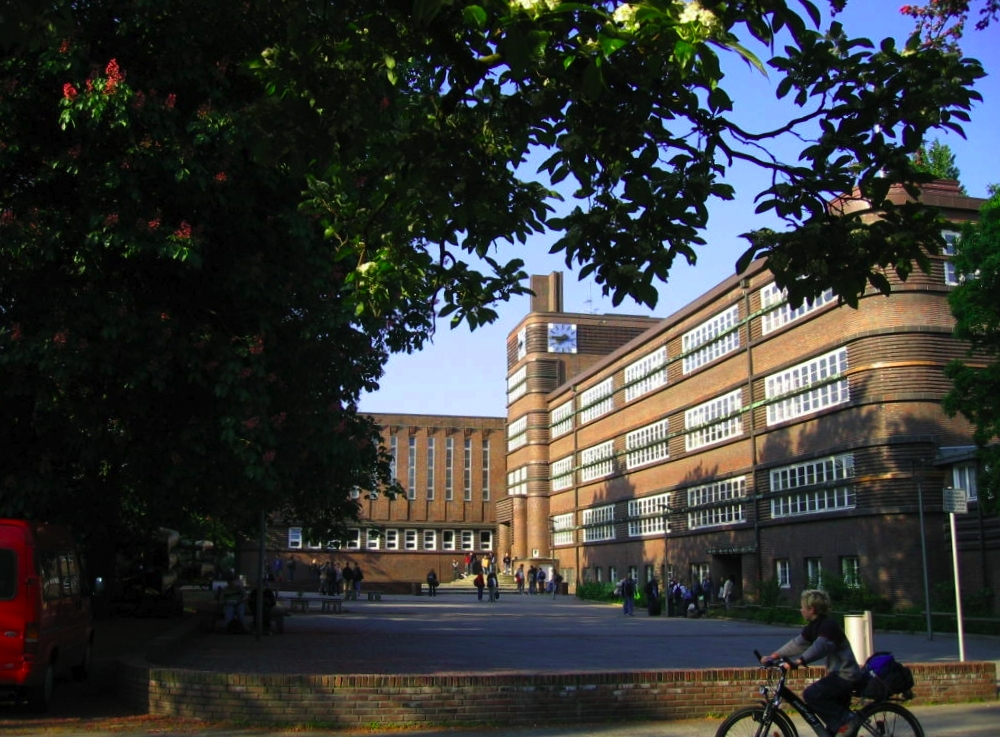
Freiherr-vom-Stein-Gymnasium in Lünen (1930–1931)

## Leben
Die Brüder Dietrich und Karl Schulze waren ab 1902 mit ihrem Büro D. & K. Schulze vorwiegend in Dortmund und Umgebung tätig, wobei Dietrich Schulze die organisatorisch-kaufmännische und Karl Schulze die architektonisch-gestalterische Komponente zugeschrieben wird. Karl Schulze hatte drei Semester Architektur als Gasthörer an der Technischen Hochschule Hannover belegt.
Sie errichteten zunächst im Auftrag verschiedener Zechenverwaltungen zahlreiche Bergwerkssiedlungen, oft dem Typus der Gartenstadt angenähert. Zwischen 1922 und 1929 oblag ihnen die künstlerische Oberleitung der Dortmunder Gartenstadt-Genossenschaft, für die sie dort auch einige Stadtvillen entwarfen. Später kamen Industrie- und Verwaltungsbauten sowie Wohn- und Geschäftshäuser hinzu.
Die Architekten erkannten den großen Bedarf an Baustoffen und gründeten daher 1902 die D. & K. Schulze Dampfziegelei in Schwieringhausen. Der Betrieb wurde 1974 als letztes Dortmunder Ziegelwerk stillgelegt; das Unternehmen besteht fort.
Nachdem Karl Schulze 1929 an den Folgen einer Operation verstorben war, übernahm sein Sohn Karl Schulze jun. das Architekturbüro.

## Bauten
- 1899: Verwaltungs- und Kauengebäude für die Zeche Adolf von Hansemann in (Dortmund-)Mengede (Backsteingotik)[3] ⊙
- 1905–1907: Siedlung für die Gewerkschaft Minister Achenbach in (Lünen-)Brambauer, sog. Alte Kolonie[4] ⊙
- 1908: Reihenhauszeile in Dortmund-Kaiserbrunnen[5] ⊙
- 1909: Doppelwohnhaus Pork / Weithoff in Dortmund-Kaiserbrunnen, Prinz-Friedrich-Karl-Straße 18/20 (nur Haus Nr. 20 mit Veränderungen erhalten)[6] ⊙
- 1909–1912: Victoria-Siedlung für die Harpener Bergbau AG in Lünen-Nord, Barbarastraße[4] ⊙
- 1909–1923: Hermann-Siedlung für die Bergwerksgesellschaft Hermann mbH in Selm-Beifang ⊙
- 1910: Theodor-Körner-Schule in (Bochum-)Dahlhausen[7] ⊙
- 1910–1911: Landhaus Bolte in Cappenberg[6][8] ⊙
- 1911–1912: Arbeitersiedlung in Troisdorf-West, sogenannte Rote Kolonie[9]⊙
- 1911–1914: Sudhaus, Kraftwerk, Verwaltungsgebäude (und andere Nebenanlagen) der Dortmunder Hansa-Brauerei in Dortmund-Nord, Steigerstraße[6]
- 1911–1914: Kolonie für die Gewerkschaft Brassert in Marl-Brassert, Margaretenplatz (Erweiterung 1918/1928)[10][11]
- 1912–1914: Gartenstädtische Siedlung Schönaustraße bei (Dortmund-)Barop (Erweiterung 1922/1923)[12] ⊙
- 1912–1913: Wohnanlage Helmholtzstraße für die Gewerkschaft Freie Vogel & Unverhofft in (Dortmund-)Schüren (nach 1975 abgerissen)[12]
- 1912: Siedlung für die Bergmannssiedlung Lünen in (Lünen-)Brambauer, Ferdinandstraße (Erweiterung um 1922)[4]
- nach 1912: Siedlungsbauten für das Weißblechwerk Wissen[13]⊙
- 1914–1925: Schulzentrum in Dortmund, Brügmannstraße / Gronaustraße / Eduard-Kleine-Straße (größtenteils kriegszerstört)[6]
- 1915: Siedlung Margaretenstraße für die Gewerkschaft Oespel in Dortmund-Kley[12]
- 1916–1921: Verwaltungsgebäude der „Abteilung Dortmunder Union“ für die Deutsch-Luxemburgische Bergwerks- und Hütten-AG in Dortmund, Rheinische Straße ⊙
- 1919–1921: Städtische Flachbausiedlung am Nussbaumweg in Dortmund-Wambel (Erweiterung 1927)[12][14][6]
- 1920–1921: Eintrachthaus des Turnvereins Eintracht e.V. in Dortmund-Süd, Eintrachtstraße 56 (mit Emil Pohle; nicht erhalten)[6]
- 1920–1923: Siedlung für die Bergmannssiedlung Lünen in (Lünen-)Brambauer, Nordplatz (Erweiterung 1928/1929)[4] ⊙
- 1920–1924: Siedlung Grümerbaum in (Bochum-)Gerthe (erster und zweiter Bauabschnitt)[15]
- um 1922: Montagehallen für die Firma C.H. Jucho in Dortmund, Güntherstraße[6]
- 1924–1925: Theodor-Fliedner-Heim für den Evangelischen Verein für Altersversorgung in Dortmund, Wittekindstraße[12]
- 1926–1927: Wohnanlage Im Grubenfeld für die Gewerkschaft Dorstfeld in Dortmund-Kaiserbrunnen[12][16] ⊙
- 1927: Doppelwohnhaus in der Dortmunder Gartenstadt[1] ⊙
- 1928: Mehrfamilienwohnhaus-Bebauung Lenteninsel für die Dortmunder Gemeinnützige Wohnungsbaugesellschaft in Dortmund-Kaiserbrunnen, Lenteninsel[12] ⊙
- 1930–1931: Freiherr-vom-Stein-Gymnasium in Lünen, Friedenstraße 12 (mit Direktorenwohnhaus) ⊙